# Fringe
Fringe er en amerikansk science fiction-serie fra 2008, skabt af J.J. Abrams, Roberto Orci og Alex Kurtzman og produceret af Bad Robot og Warner Bros. Television. Serien handler om den kvindelig FBI agent Olivia Dunham (Anna Torv), der er i et forsøg på at redde sin partner John Scott (Mark Valley) kommer til at samarbejde sammen med den excentriske videnskabsmand Walter Bishop (John Noble) og hans kyniske søn Peter Bishop (Joshua Jackson). Sammen efterforsker de forskellige mystiske fringe begivenheder kaldet "The Pattern" (Mønsteret). I USA havde serien premiere på FOX 9. september 2008.
I Danmark blev serien sendt på kanal 5 indtil midten af sæson 3. 

## Rolleliste
| Navn                     | Skuespiller      | Rolle |
| ------------------------ | ---------------- | --- |
| Olivia Dunham            | Anna Torv        | FBI-agent, som leder et team der undersøger "The Pattern" (Mønsteret) - en række mystiske hændelser                                 |
| Peter Bishop             | Joshua Jackson   | Walters søn, som hjælper FBI med at bevare kontrollen over sin far og snart bliver mere en assistent for Olivia.                    |
| Dr. Walter Bishop        | John Noble       | En forsker inden for fringe-videnskab, som tidligere har arbejdet for staten. Han har tilbragt 17 år på en psykiatrisk institution. |
| Phillip Broyles          | Lance Reddick    | Chef for "fringe division" der efterforsker "The Pattern".                                                                          |
| Charlie Francis          | Kirk Acevedo     | Olivias ven og kollega i FBI. |
| Nina Sharp               | Blair Brown      | Har en førende position i Massive Dynamics.                                                                                         |
| Astrid Farnsworth        | Jasika Nicole    | Jonior-FBI-agent, som er Olivias assistent og hjælper Dr. Walter Bishop i hans arbejde.                                             |
| The Observer (September) | Michael Cerveris | En mystisk mand, som observerer "The Pattern"-begivenheder.                                                                         |
| William Bell             | Leonard Nimoy    | Walter tidligere labpartner. Stifter og formand for Massive Dynamics.                                                               |

## Episoder

### Sæson 1 (2008/2009)
| #  | Titel                               | Manuskript                                                       | Instrueret af         | Original sendedato |
| -- | ----------------------------------- | ---------------------------------------------------------------- | --------------------- | ------------------ |
| 1  | Pilot                               | J.J. Abrams, Alex Kurtzman & Roberto Orci                        | Alex Graves           | 9. september 2008  |
| 2  | The same old story                  | Jeff Pinkner, J.J. Abrams, Alex Kurtzman & Roberto Orci          | Paul Edwards          | 16. september 2008 |
| 3  | The Ghost Network                   | David H. Goodman & Roberto Orci                                  | Fred Toye             | 23. september 2008 |
| 4  | The Arrival                         | Jeff Pinkner & J.J. Abrams                                       | Paul Edwards          | 30. september 2008 |
| 5  | Power Hungry                        | Jason Cahill & Julia Cho                                         | Christopher Misiano   | 14. oktober 2008   |
| 6  | The Cure                            | Felicia D. Henderson & Brad Caleb Kane                           | Bill Eagles           | 21. oktober 2008   |
| 7  | In Which We Meet Mr. Jones          | J.J. Abrams & Jeff Pinkner                                       | Brad Anderson         | 11. november 2008  |
| 8  | The Equation                        | David H. Goodman & Roberto Orci                                  | Gwyneth Horder-Payton | 18. november 2008  |
| 9  | The Dreamscape                      | Zack Whedon & Julia Cho                                          | Fred Toye             | 25. november 2008  |
| 10 | Safe                                | David H. Goodman & Jason Cahill                                  | Michael Zineberg      | 2. december 2008   |
| 11 | Bound                               | Jeff Pinkner, J.J. Abrams, Alex Kurtzman & Roberto Orci          | Fred Toye             | 20. januar 2009    |
| 12 | The No-Brainer                      | David H. Goodman & Brad Caleb Kane                               | John Polson           | 27. januar 2009    |
| 13 | The Transformation                  | Zach Whedon & J.R. Orci                                          | Brad Anderson         | 3. februar 2009    |
| 14 | Ability                             | David H. Goodman, Glen Whitman & Robert Chiappetta               | Norberto Barba        | 10. februar 2009   |
| 15 | Inner child                         | Brad Caleb Kane & Julia Cho                                      | Fred Toye             | 7. april 2009      |
| 16 | Unleashed                           | Zack Whedon & J.R. Orci                                          | Brad Anderson         | 14. april 2009     |
| 17 | Bad Dreams                          | Akiva Goldsman                                                   | Akiva Goldsman        | 21. april 2009     |
| 18 | Midnight                            | J.H. Wyman & Andrew Kreisberg                                    | Bobby Roth            | 28. april 2009     |
| 19 | The Road Not Taken                  | Jeff Pinkner, J.R. Orci & Akiva Goldsman                         | Fred Toye             | 5. maj 2009        |
| 20 | There's More Than One of Everything | Jeff Pinkner, J.H. Wyman, Akiva Goldsman & Bryan Burk (handling) | Brad Anderson         | 12. maj 2009       |

### Sæson 2 (2009/2010)
| #  | Titel                                 | Manuskript                                                           | Instrueret af        | Original sendedato |
| -- | ------------------------------------- | -------------------------------------------------------------------- | -------------------- | ------------------ |
| 1  | A New Day in the Old Town             | J.J. Abrams & Akiva Goldsman                                         | Akiva Goldsman       | 17. september 2009 |
| 2  | Night of Desirable Objects            | Jeff Pinkner & J. H. Wyman                                           | Brad Anderson        | 24. september 2009 |
| 3  | Fracture                              | David Wilcox                                                         | Bryan Spicer         | 1. oktober 2009    |
| 4  | Momentum Deferred                     | Zack Stentz & Ashley Edward Miller                                   | Joe Chappelle        | 8. oktober 2009    |
| 5  | Dream Logic                           | Josh Singer                                                          | Paul Edwards         | 15. oktober 2009   |
| 6  | Earthling                             | J. H. Wyman & Jeff Vlaming                                           | Joe Cassar           | 5. november 2009   |
| 7  | Of Human Action                       | Robert Chiappetta & Glen Whitman                                     | Joe Chappelle        | 12. november 2009  |
| 8  | August                                | J. H. Wyman & Jeff Pinkner                                           | Dennis Smith         | 19. november 2009  |
| 9  | Snakehead                             | David Wilcow                                                         | Paul Holahan         | 3. december 2009   |
| 10 | Grey Matters                          | Ashley Edward Miller & Zack Stentz                                   | Jeannot Szwarc       | 10. december 2009  |
| 11 | Unearthed                             | David H. Goodman & Andrew Kreisberg                                  | Frederick E. O. Toye | 11. januar 2010    |
| 12 | Johari Window                         | Josh Singer                                                          | Joe Chappelle        | 14. januar 2010    |
| 13 | What Lies Below                       | Jeff Vlaming                                                         | Deran Sarafian       | 21. januar 2010    |
| 14 | The Bishop Revival                    | Glen Whitman & Robert Chiappetta                                     | Adam Davidson        | 28. januar 2010    |
| 15 | Jacksonville                          | Ashley Edward Miller & Zack Stentz                                   | Charles Beeson       | 4. februar 2010    |
| 16 | Peter                                 | J. H. Wyman, Jeff Pinkner, Akiva Goldsman, Josh Singer & Josh Singer | David Straiton       | 1. april 2010      |
| 17 | Olivia. In the Lab. With the Revolver | Matthew Pitts                                                        | Brad Anderson        | 8. april 2010      |
| 18 | White Tulip                           | J.H. Wyman & Jeff Vlaming                                            | Thomas Yatsko        | 15. april 2010     |
| 19 | The Man from the Other Side           | Josh Singer & Ethan Gross                                            | Jeffrey Hunt         | 22. april 2010     |
| 20 | Brown Betty                           | J.H. Wyman, Jeff Pinkner & Akiva Goldsman                            | Seith Mann           | 29. april 2010     |
| 21 | Northwest Passage                     | Ashley Edward Miller, Zack Stentz, Nora Zuckerman & Lilla Zuckerman  | Joe Chappelle        | 6. maj 2010        |
| 22 | Over There (Part 1)                   | J.H. Wyman, Jeff Pinkner & Akiva Goldsman                            | Akiva Goldsman       | 13. maj 2010       |
| 23 | Over There (Part 2)                   | J.H. Wyman, Jeff Pinkner & Akiva Goldsman                            | Akiva Goldsman       | 20. maj 2010       |

### Sæson 3 (2010/2011)
| #  | Titel                                     | Manuskript                                                     | Instrueret af        | Original sendedato |
| -- | ----------------------------------------- | -------------------------------------------------------------- | -------------------- | ------------------ |
| 1  | Olivia                                    | J. H. Wyman & Jeff Pinkner                                     | Joe Chappelle        | 23. september 2010 |
| 2  | The Box                                   | Josh Singer & Graham Roland                                    | Jeffrey Hunt         | 30. september 2010 |
| 3  | The Plateau                               | Alison Schapker & Monica Owusu-Breen                           | Brad Anderson        | 7. oktober 2010    |
| 4  | Do Shapeshifters Dream of Electric Sheep? | David Wilcox & Matthew Pitts                                   | Ken Fink             | 14. oktober 2010   |
| 5  | Amber 31422                               | Josh Singer & Ethan Gross                                      | David Straiton       | 4. november 2010   |
| 6  | 6955 kHz                                  | Robert Chiappetta & Glen Whitman                               | Joe Chappelle        | 11. november 2010  |
| 7  | The Abducted                              | David Wilcox & Graham Roland                                   | Chuck Russell        | 18. november 2010  |
| 8  | Entrada                                   | Jeff Pinkner & J. H. Wyman                                     | Brad Anderson        | 2. december 2010   |
| 9  | Marionette                                | Monica Owusu-Breen & Alison Schapker                           | Joe Chappelle        | 9. december 2010   |
| 10 | The Firefly                               | J. H. Wyman & Jeff Pinkner                                     | Charles Beeson       | 21. januar 2011    |
| 11 | Reciprocity                               | Josh Singer                                                    | Jeannot Szwarc       | 28. januar 2011    |
| 12 | Concentrate and Ask Again                 | Graham Roland & Matthew Pitts                                  | Dennis Smith         | 4. februar 2011    |
| 13 | Immortality                               | David Wilcox & Ethan Gross                                     | Brad Anderson        | 11. februar 2011   |
| 14 | 6B                                        | Glen Whitman & Robert Chiappetta                               | Thomas Yatsko        | 18. februar 2011   |
| 15 | Subject 13                                | J. H. Wyman, Jeff Pinkner & Akiva Goldsman                     | Frederick E. O. Toye | 25. februar 2011   |
| 16 | Os                                        | Josh Singer & Graham Roland                                    | Brad Anderson        | 11. marts 2011     |
| 17 | Stowaway                                  | J. H. Wyman, Jeff Pinkner, Akiva Goldsman & Danielle Dispaltro | Charles Beeson       | 18. marts 2011     |
| 18 | Bloodline                                 | Alison Schapker & Monica Owusu-Breen                           | Dennis Smith         | 25. marts 2011     |
| 19 | Lysergic Acid Diethylamide                | J. H. Wyman, Jeff Pinkner & Akiva Goldsman                     | Joe Chappelle        | 15. april 2011     |
| 20 | 6:02 AM EST                               | David Wilcox, Joss Singer & Graham Roland                      | Jeannot Szwarc       | 22. april 2011     |
| 21 | The Last Sam Weiss                        | Monica Owusu-Breen & Alison Schapker                           | Thomas Yatsko        | 29. april 2011     |
| 22 | The Day We Died                           | J. H. Wyman, Jeff Pinkner & Akiva Goldsman                     | Joe Chappelle        | 6. maj 2011        |

### Sæson 4 (2011/2012)
| #  | Titel                           | Manuskript                                                            | Instrueret af     | Original sendedato |
| -- | ------------------------------- | --------------------------------------------------------------------- | ----------------- | ------------------ |
| 1  | Neither Here Nor There          | J. H. Wyman, Jeff Pinkner & Akiva Goldsman                            | Joe Chappelle     | 23. september 2011 |
| 2  | One Night in October            | Alison Schapker & Monica Owusu Breen                                  | Brad Anderson     | 30. september 201  |
| 3  | Alone In The World              | David Fury                                                            | Miguel Sapochnik  | 7. oktober 2011    |
| 4  | Subject 9                       | J. H. Wyman, Jeff Pinkner & Akiva Goldsman                            | Joe Chappelle     | 14. oktober 2011   |
| 5  | Novation                        | Graham Roland & Roberto Orci                                          | Paul Holahan      | 4. november 2011   |
| 6  | And Those We've Left Behind     | Robert Chiappetta & Glen Whitman                                      | Brad Anderson     | 11. november 2011  |
| 7  | Wallflower                      | Matthew Pitts & Justin Doble                                          | Anthony Hemingway | 18. november 2011  |
| 8  | Back To Where You've Never Been | David Fury & Graham Roland                                            | Jeannot Szwarc    | 13. januar 2012    |
| 9  | Enemy Of My Enemy               | Monica Owusu-Breen & Alison Schapker                                  | Joe Chappelle     | 20. januar 2012    |
| 10 | Forced Perspective              | Ethan Gross                                                           | David Solomon     | 27. januar 2012    |
| 11 | Making Angels                   | J. H Wyman,Jeff Pinkner& Akiva Goldsman                               | Charles Beeson    | 3. februar 2012    |
| 12 | Welcome To Westfield            | Graham Roland & Roberto Orci                                          | David Straiton    | 10. februar 2012   |
| 13 | A Better Human Being            | Robert Chiappetta, Glen Whitman, Monica Owusu Breen & Alison Schapker | Joe Chappelle     | 17. februar 2012   |
| 14 | The End Of All Things           | David Fury                                                            | Jeff Hunt         | 24. februar 2012   |
| 15 | A Short Story About Love        | J. H. Wyman & Graham Roland                                           | J. H. Wyman       | 23. marts 2012     |
| 16 | Nothing As It Seems             | Jeff Pinkner & Akiva Goldsman                                         | Fred Toye         | 30. marts 2012     |
| 17 | Everything In Its Right Place   | Roberto Orci, Matthew Pitts & David Fury                              | David Moxness     | 6. april 2012      |
| 18 | The Consultant                  | Christine Levaf                                                       | Jeannot Szwarc    | 13. april 2012     |
| 19 | Letters Of Transit              | J. H. Wyman, Jeff Pinkner & Akiva Goldsman                            | Joe Chappelle     | 20. april 2012     |
| 20 | Worlds Apart                    | Matt Pitts, Nicole Phillips & Graham Roland                           | Chuck Beeson      | 27. april 2012     |
| 21 | Brave New World (Part 1)        | J. H. Wyman, Jeff Pinkner & Akiva Goldsman                            | Joe Chappelle     | 4. maj 2012        |
| 22 | Brave New World (Part 2)        | J. H. Wyman, Jeff Pinkner & Akiva Goldsman                            | Joe Chappelle     | 11. maj 2012       |

## Trivia
- David Robert Jones er David Bowie's fødenavn.
- I løbet af den første sæson, kunne man finde The Observer i andre FOX programmer. Eksempelvis som tilskuer til American Idol.
- Der er Easter Eggs i hvert afsnt, der giver et hint til den næste episode.